# Onthophagus borassi
Onthophagus borassi là một loài bọ cánh cứng trong họ Bọ hung (Scarabaeidae).